# Jõgevamaa
Jõgevamaa (estoniano: Jõgeva maakond ou Jõgevamaa)  é uma das 15 regiões ou maakond da Estónia.

## Municípios
A região está subdividida em 13 municípios: 3 municípios urbanos (estoniano: linnad - cidades) e 10 municípios rurais (estoniano: vallad - comunas).
Municípios urbanos:
- Jõgeva
- Mustvee
- Põltsamaa

Municípios rurais:
- Jõgeva
- Kasepää
- Pajusi
- Pala
- Palamuse
- Puurmani
- Põltsamaa
- Saare
- Tabivere
- Torma

## Galeria de Imagens

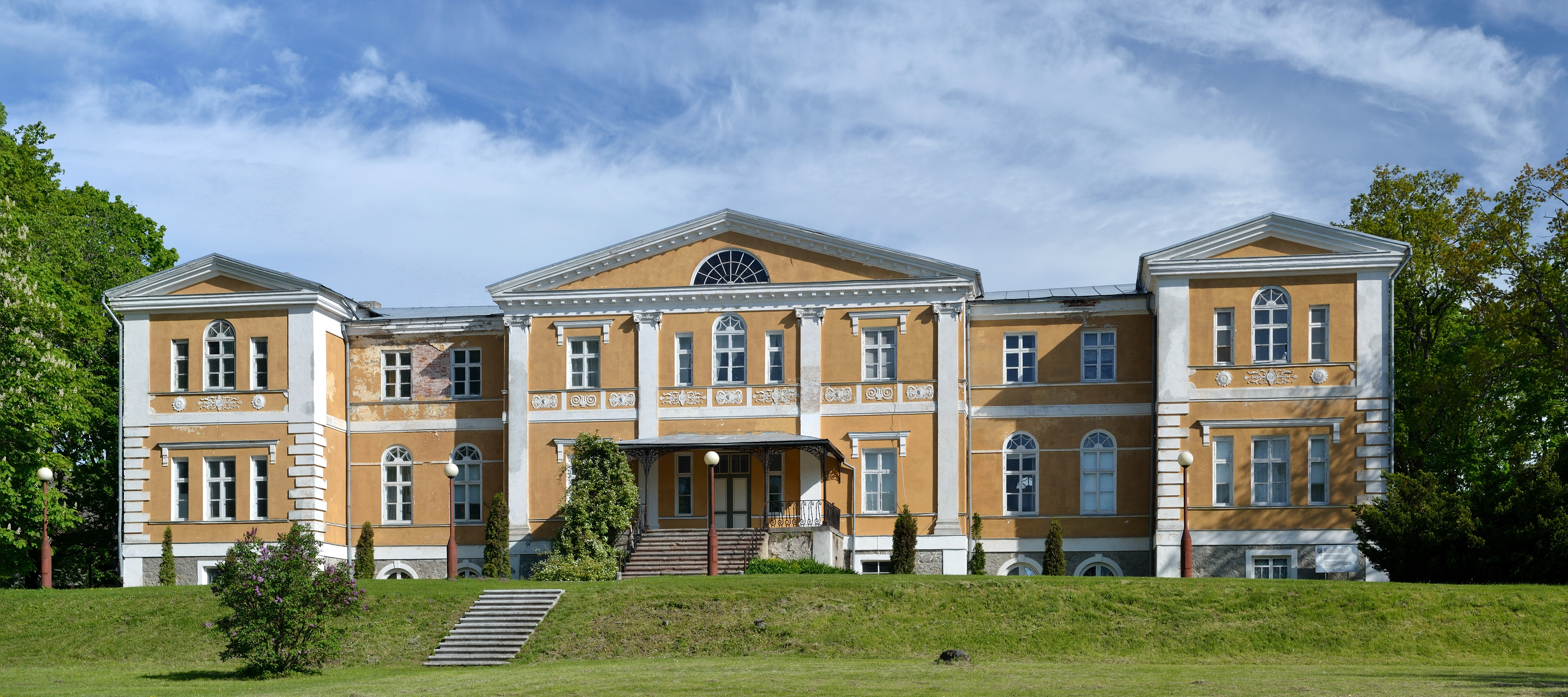
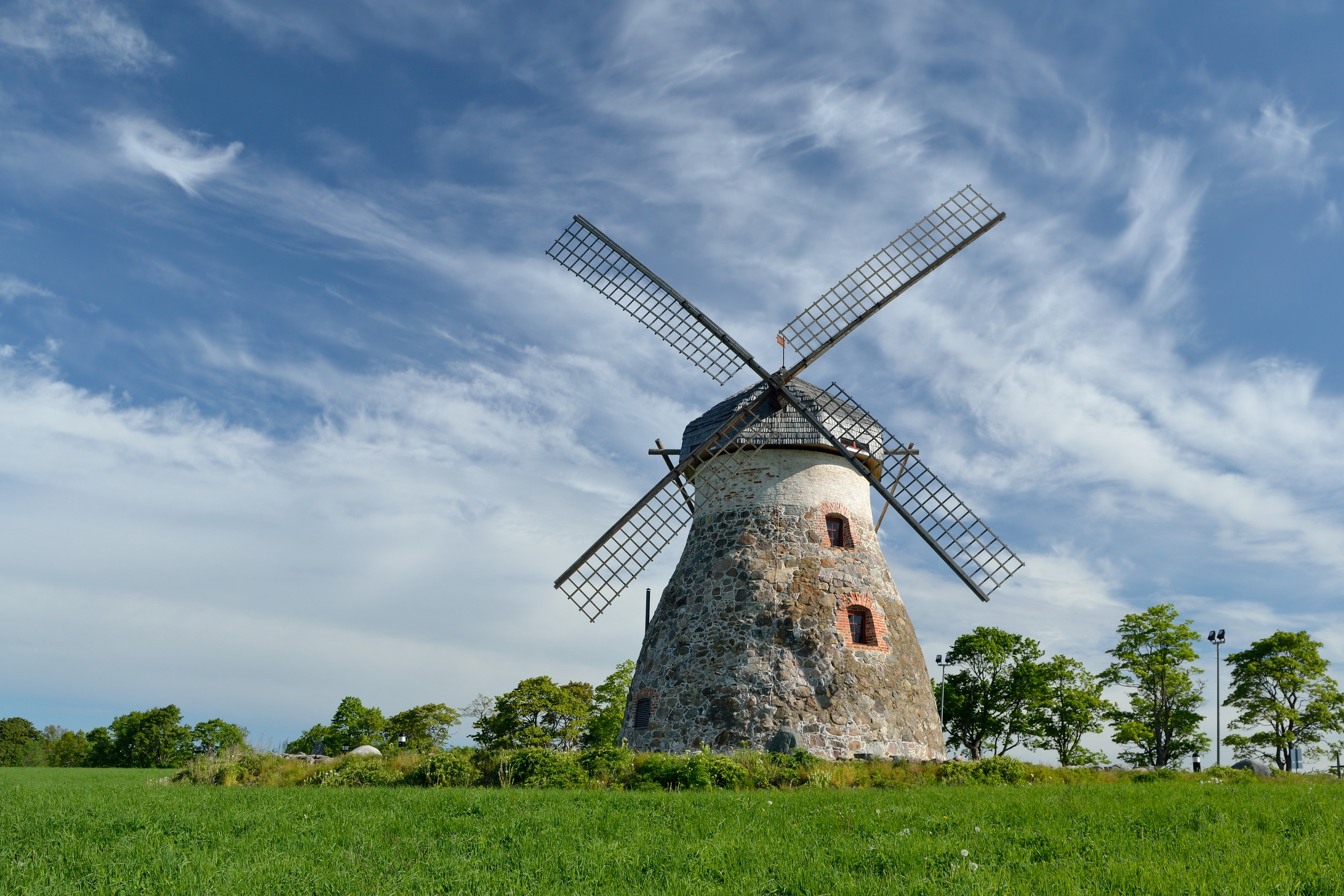
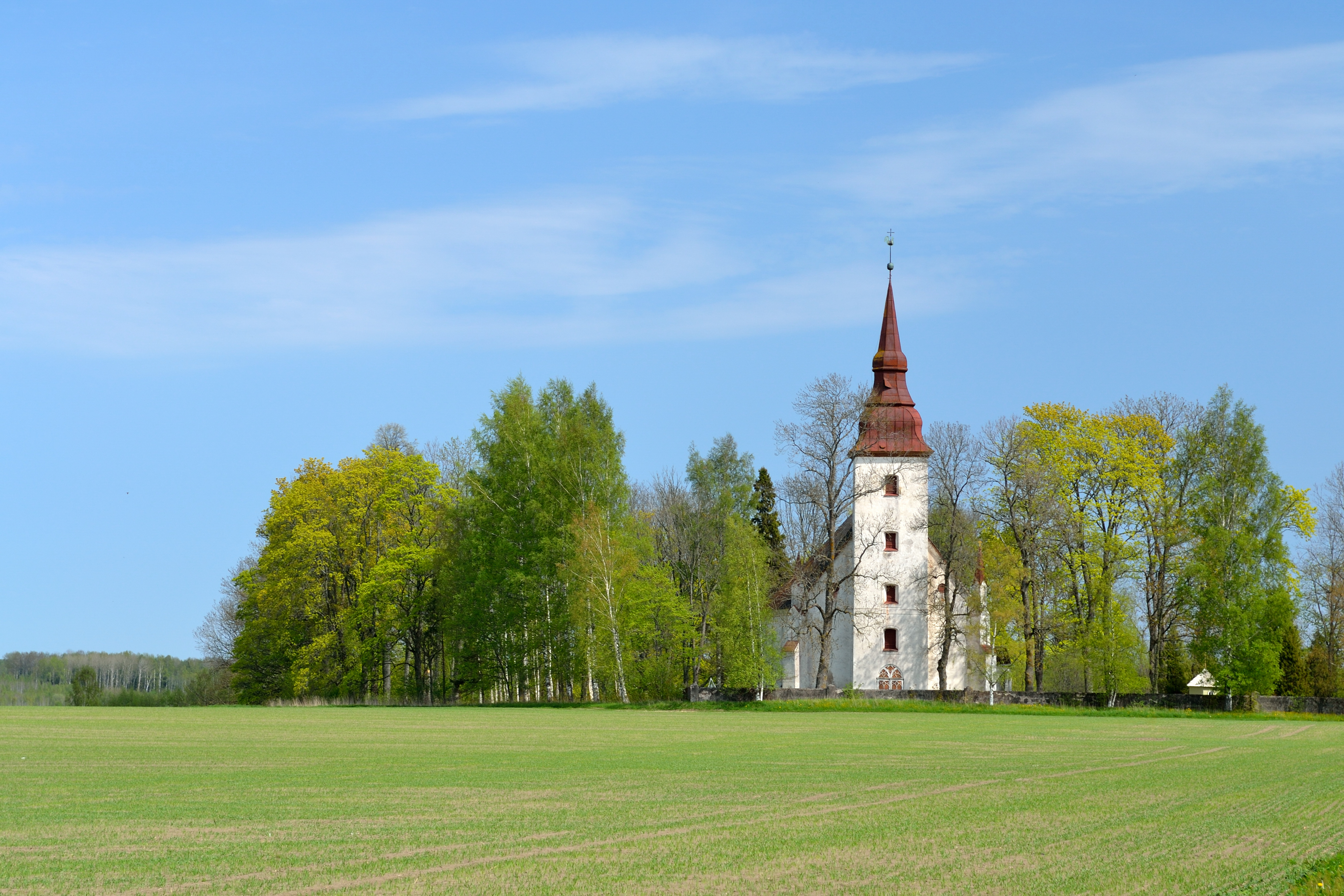
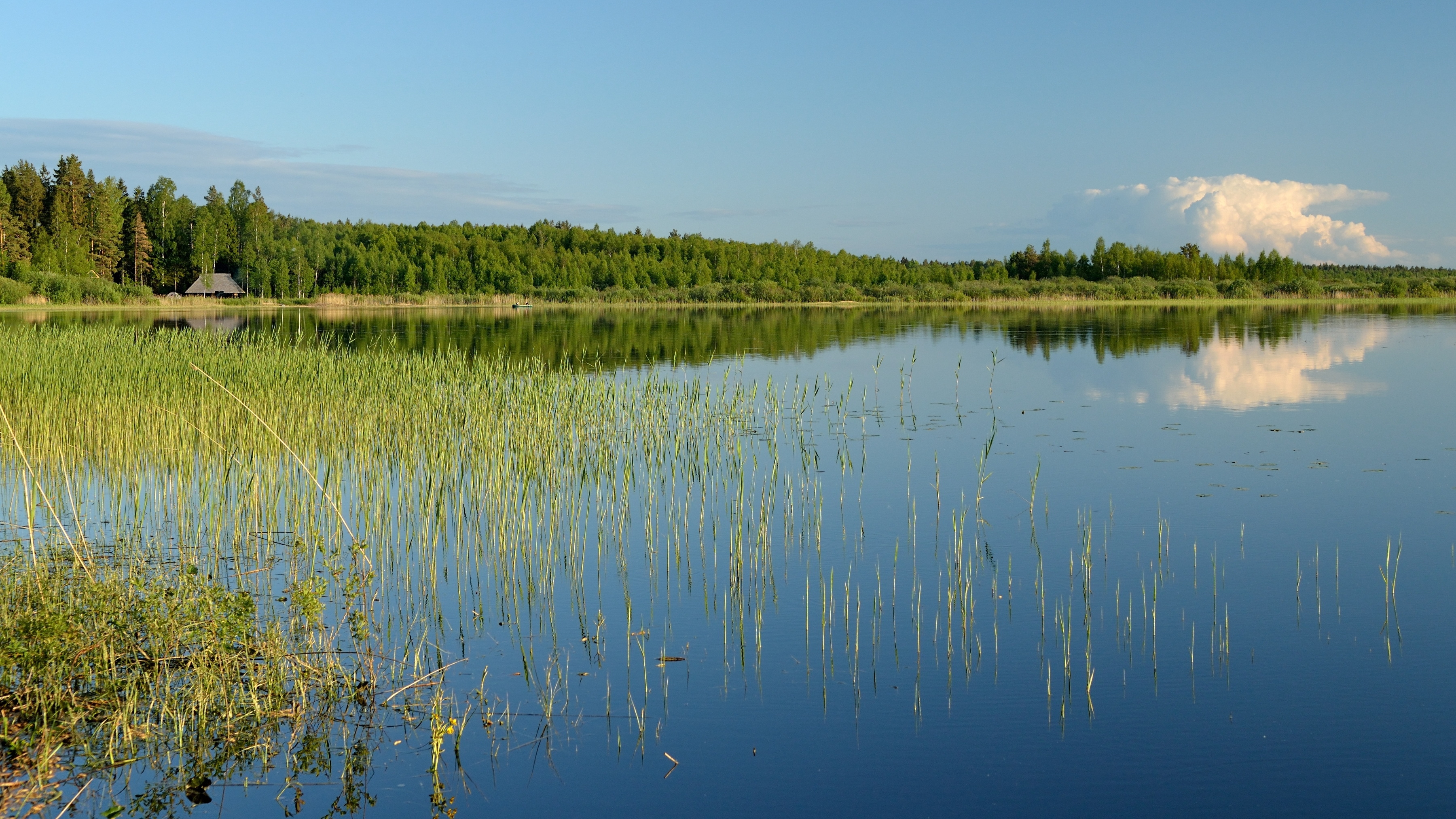
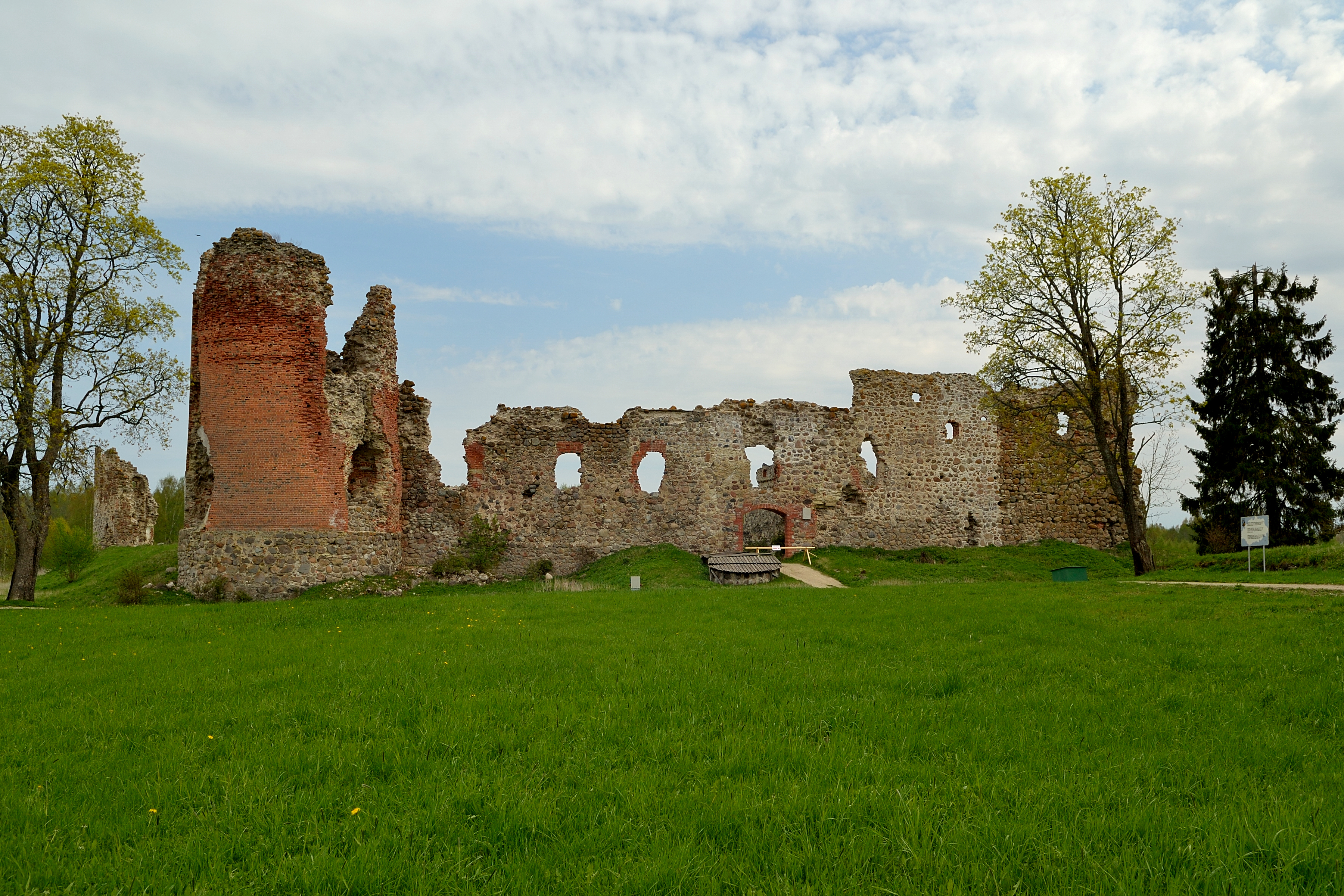
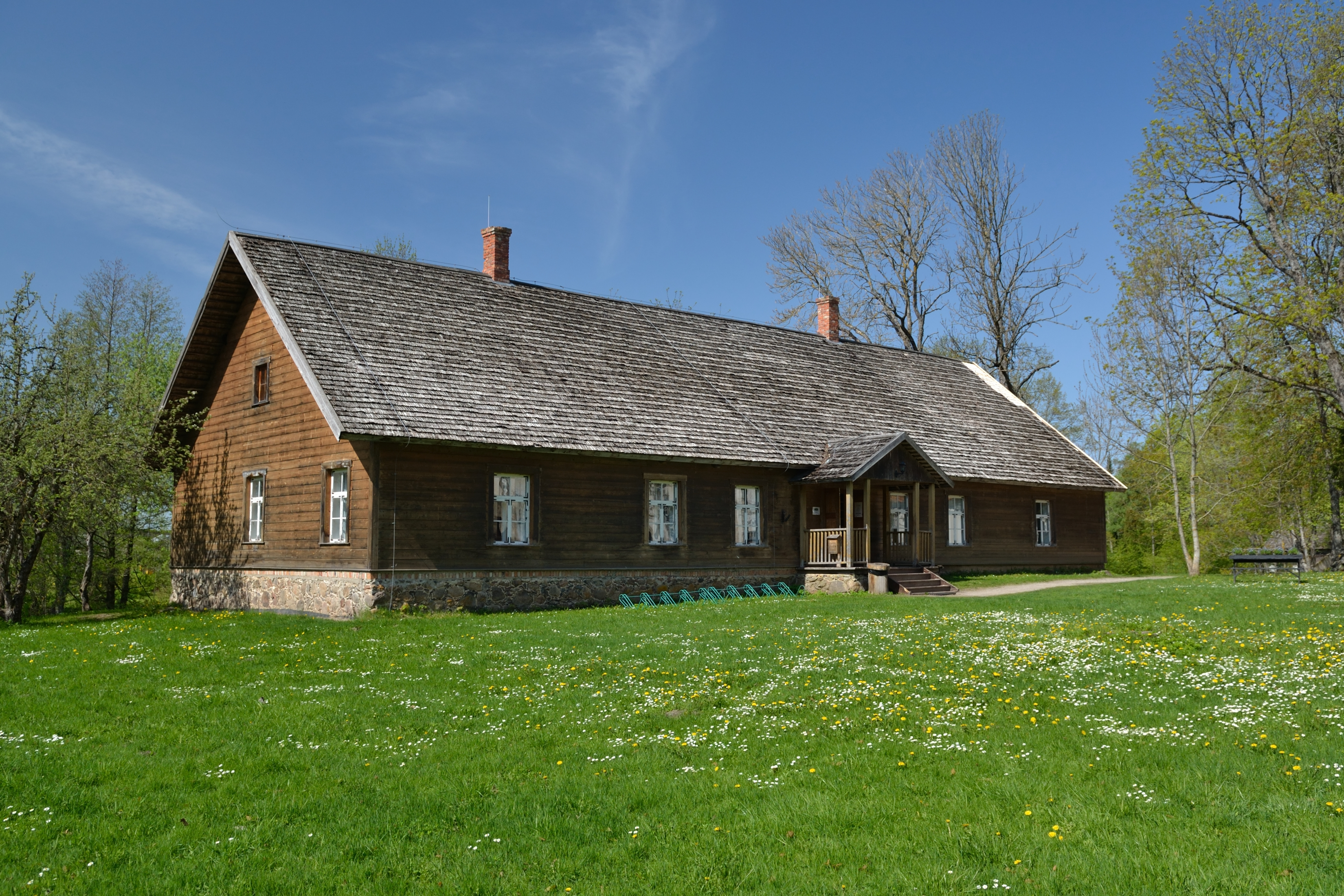
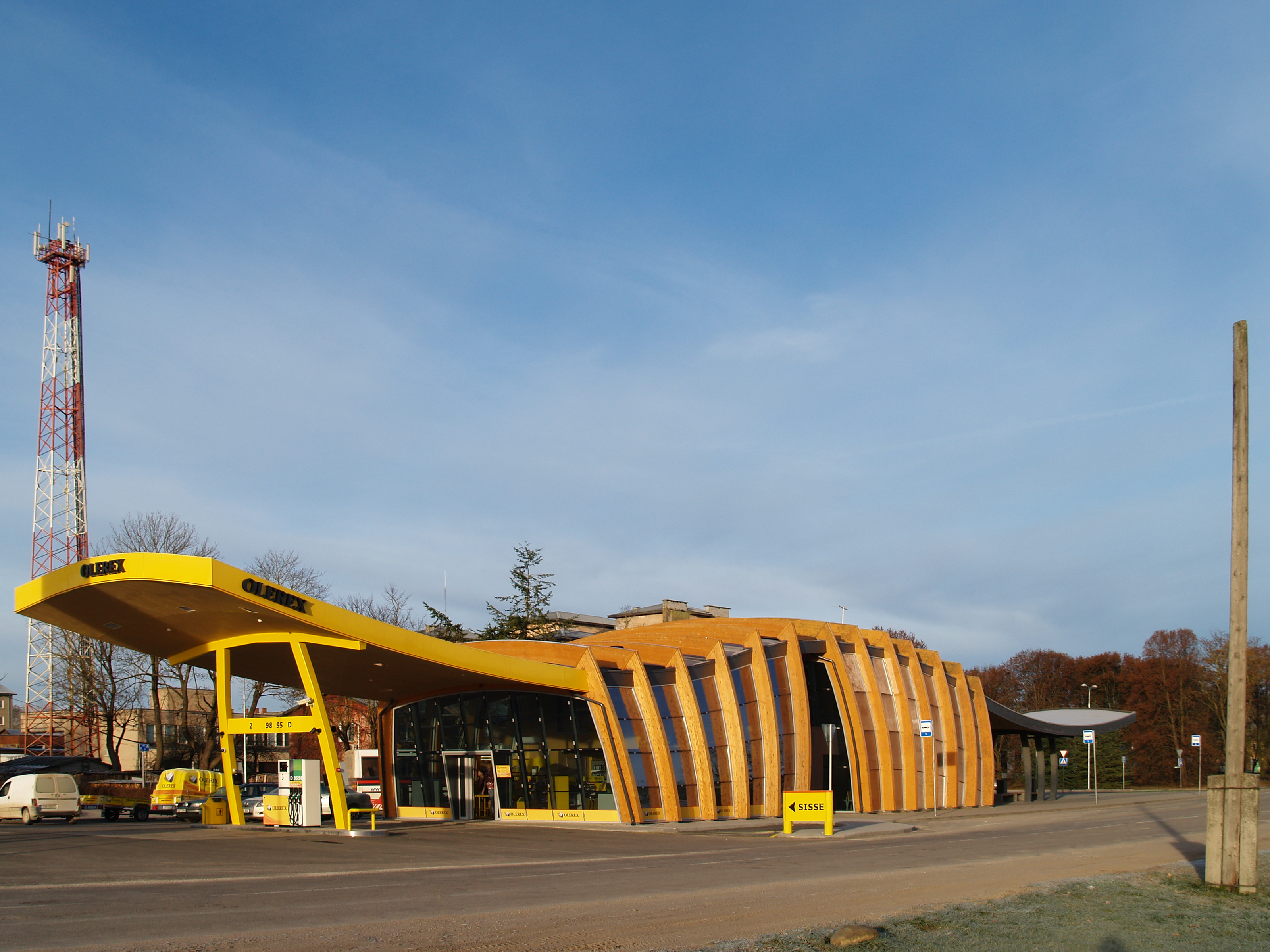
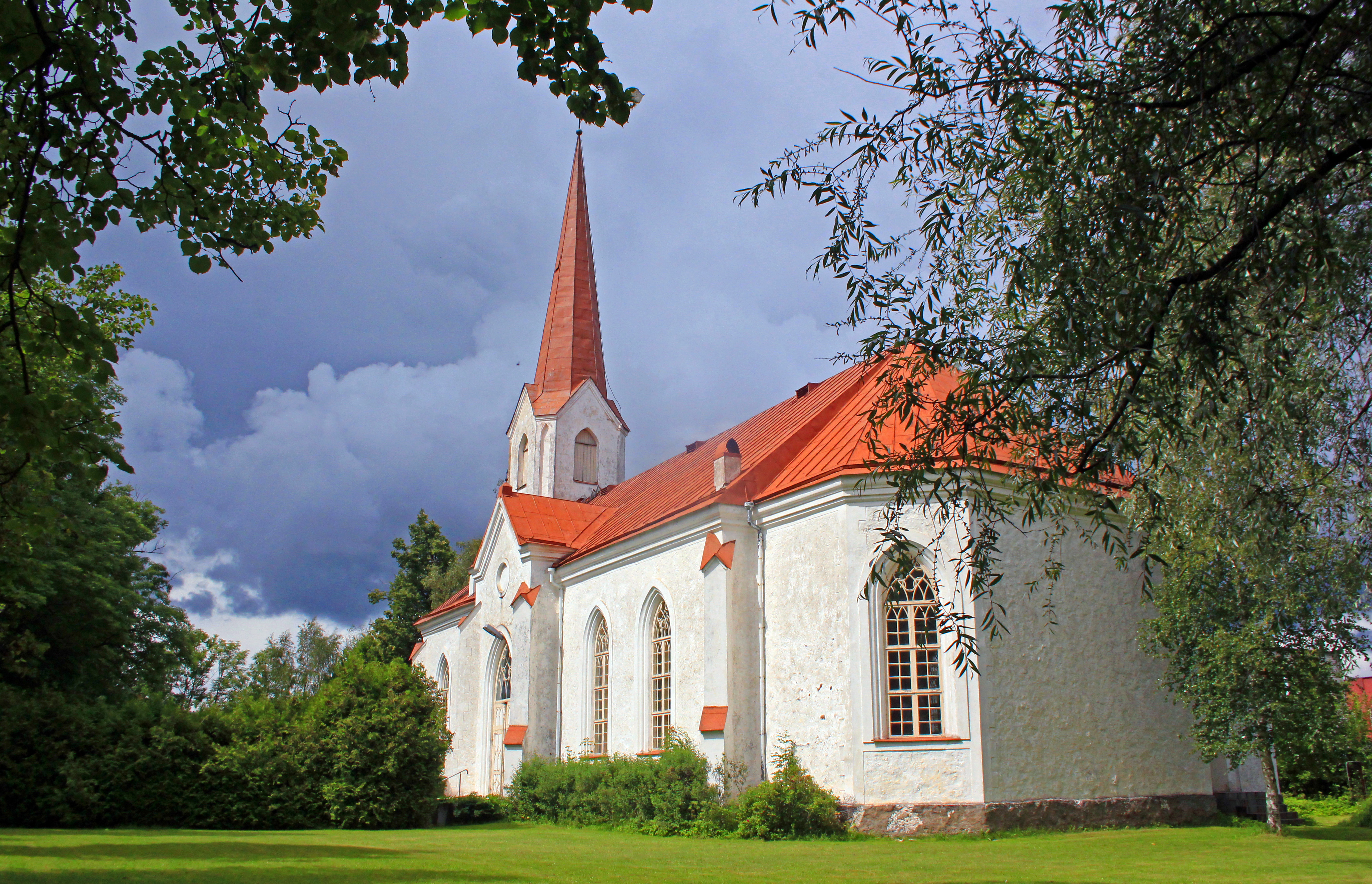
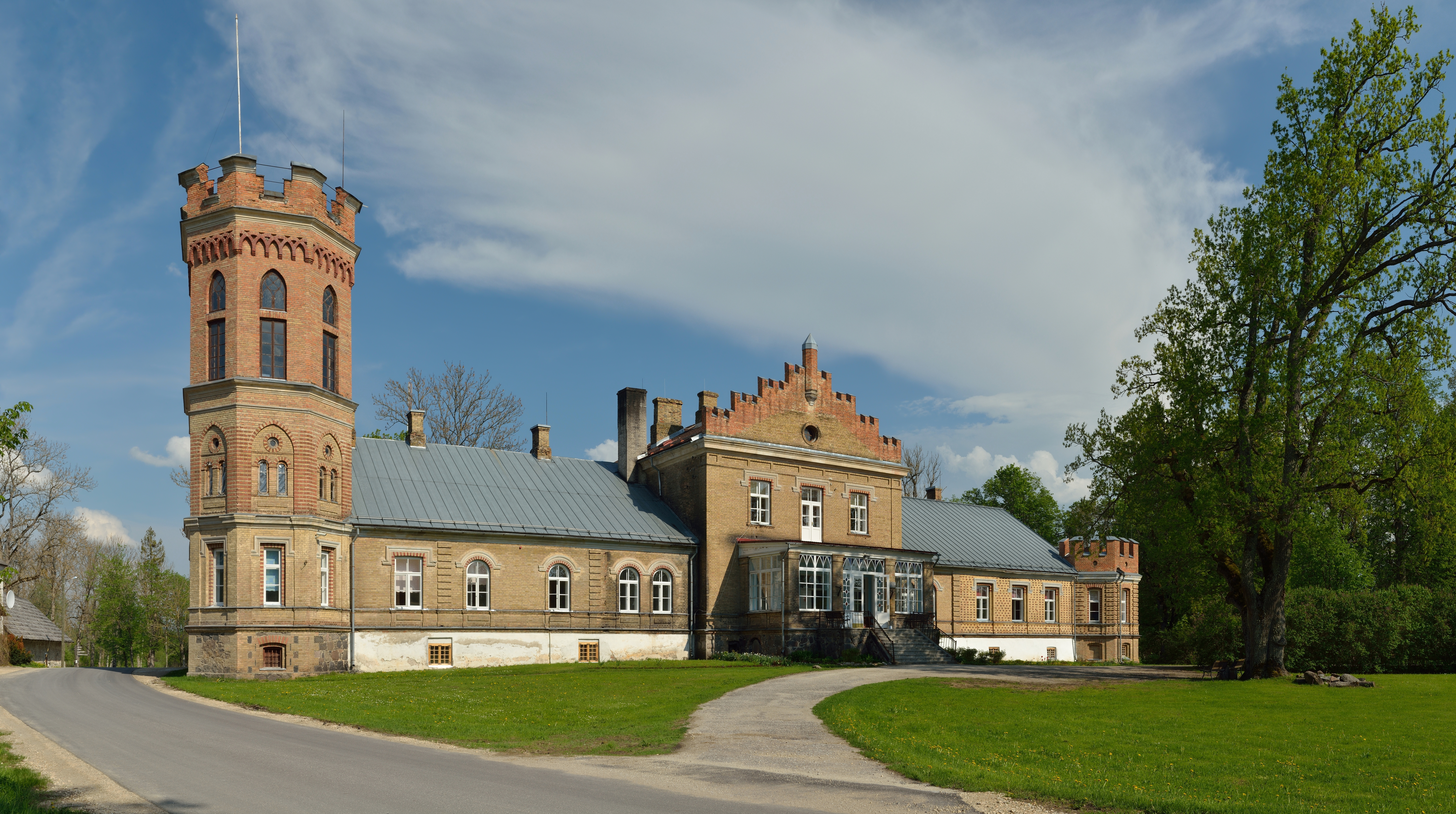
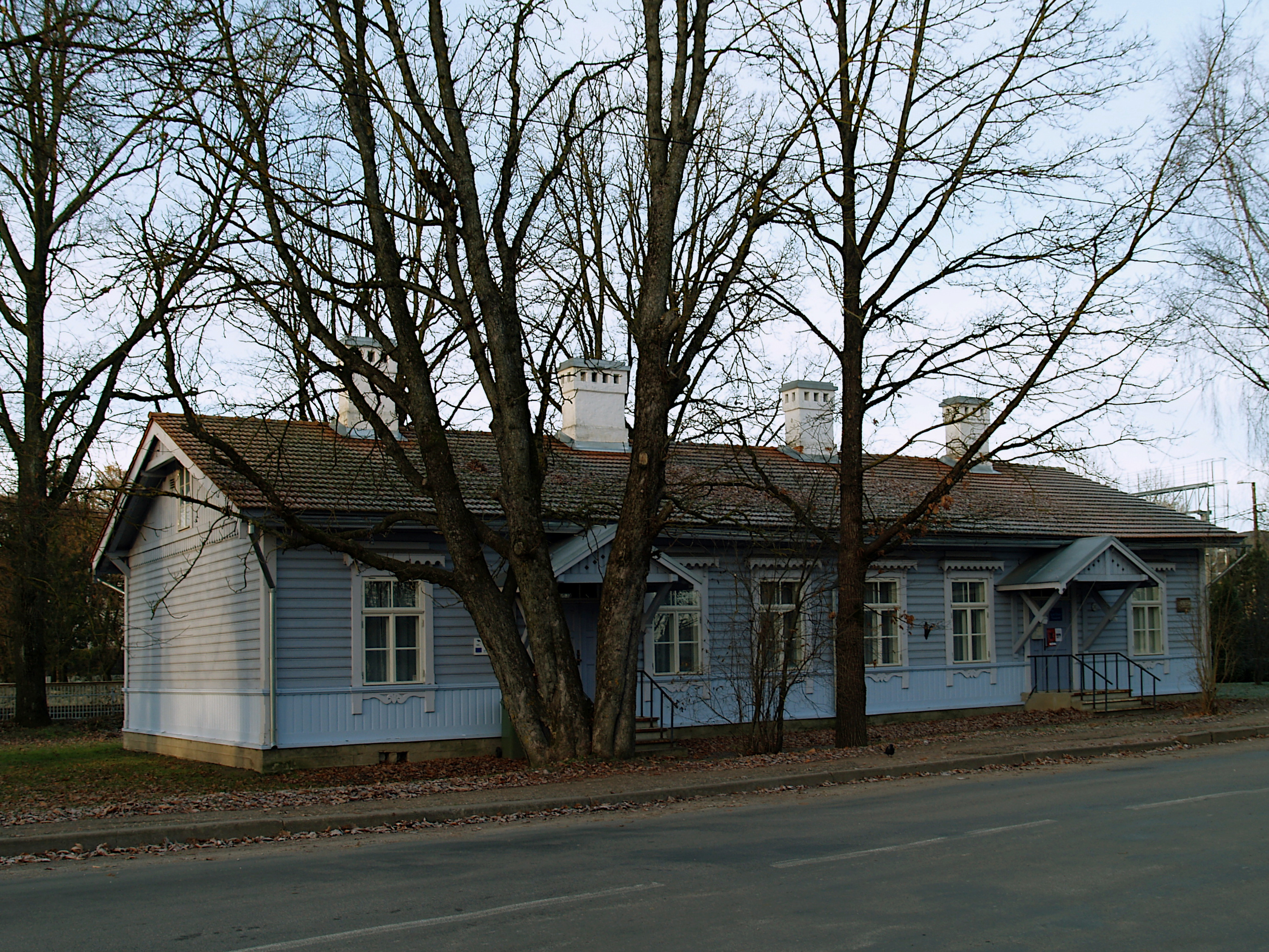
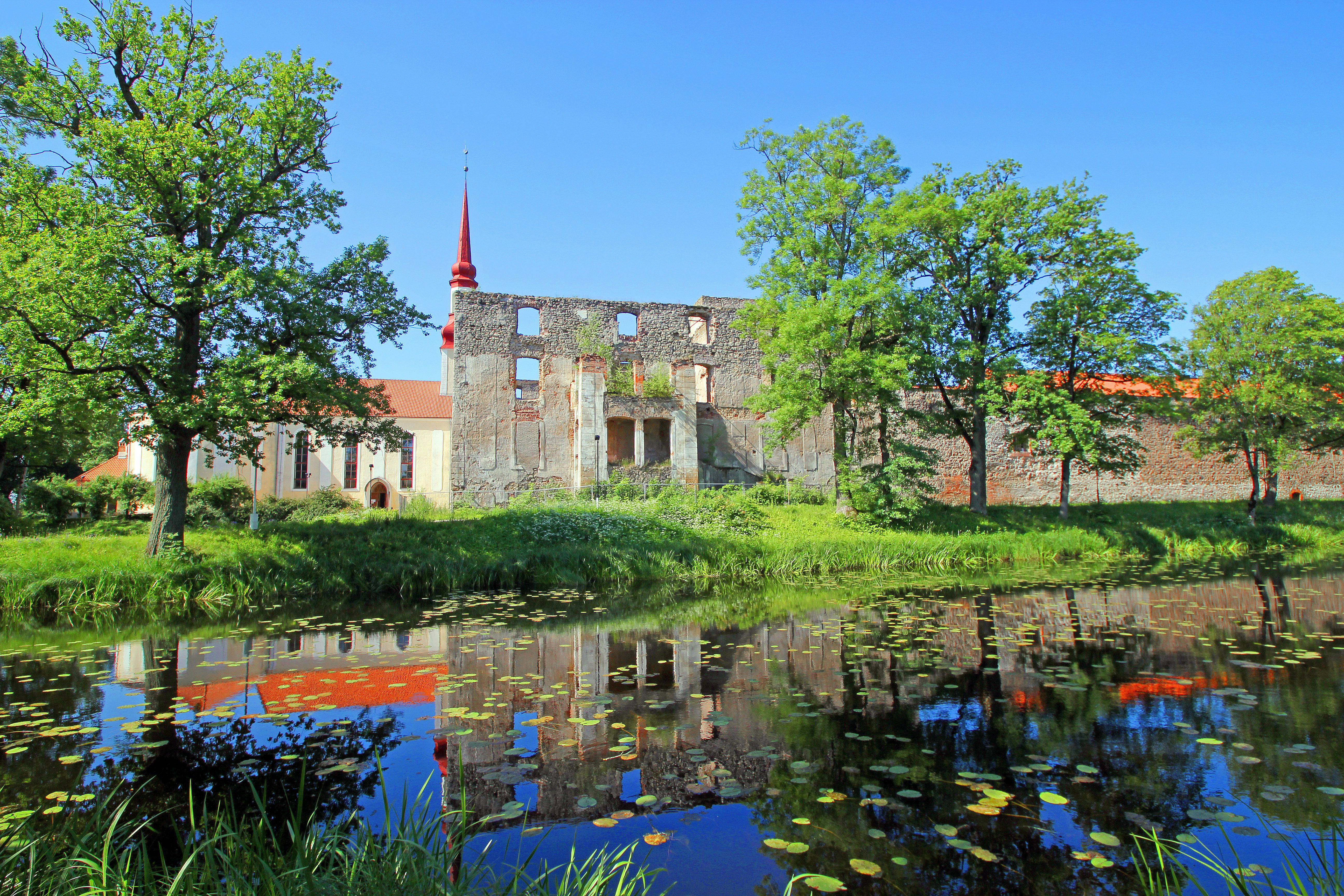
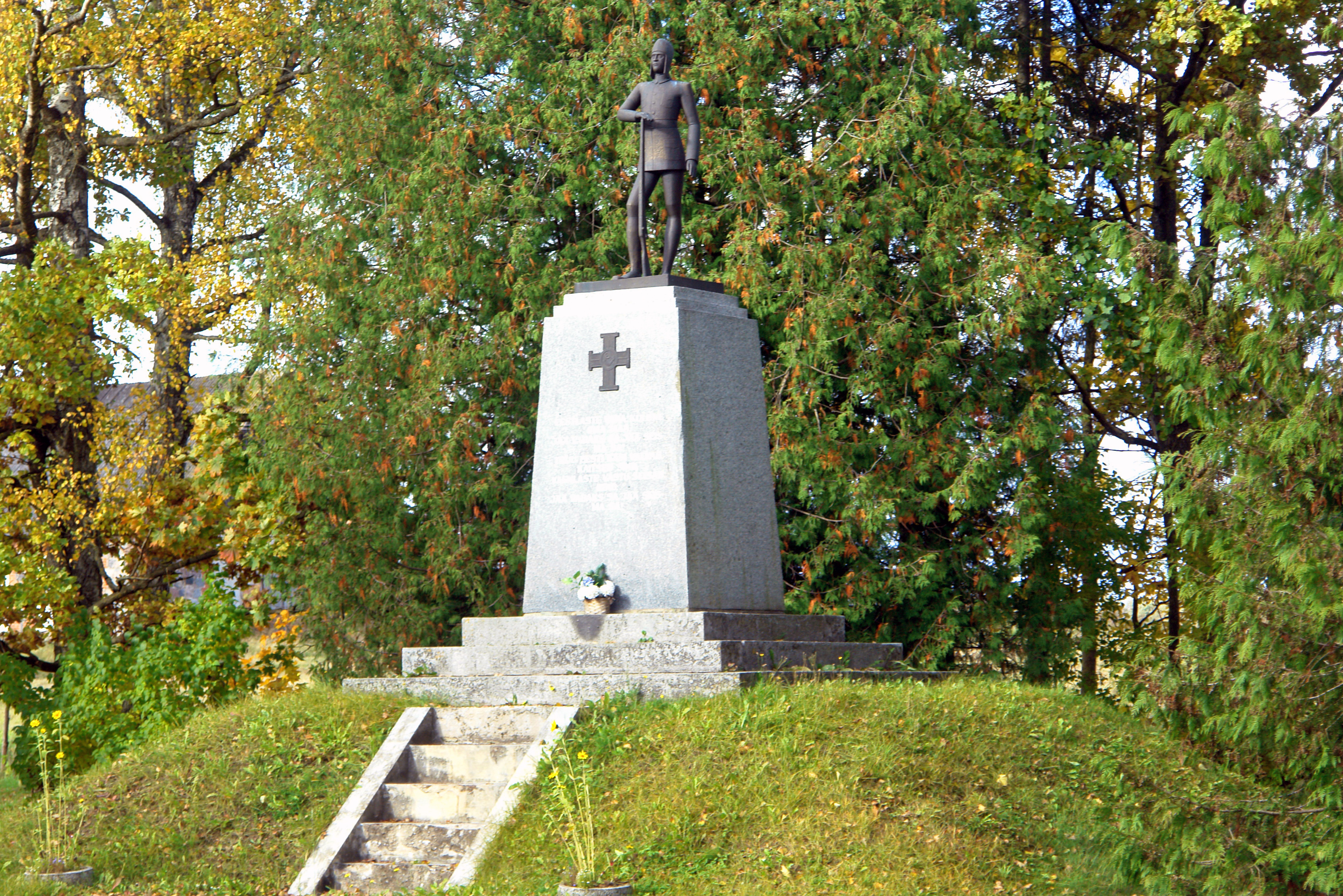
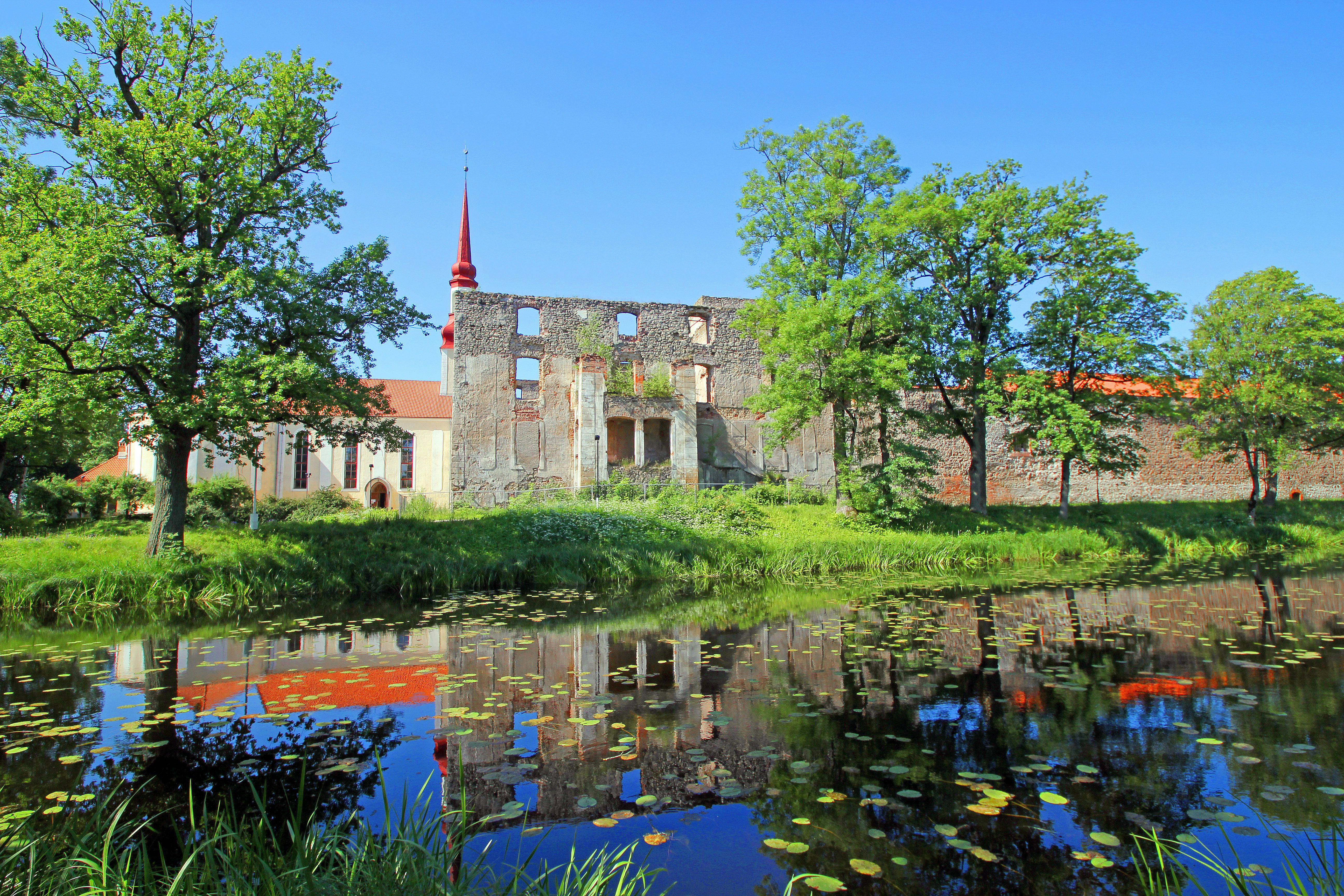